# Sweet Disposition
Sweet Disposition è un brano musicale del gruppo musicale australiano The Temper Trap, estratto il 16 settembre 2008 come primo singolo dall'album Conditions, lavoro di debutto della band. Il titolo della canzone è un riferimento ad una frase del testo di Oh My Sweet Carolina di Ryan Adams: "Oh my sweet disposition, may you one day carry me home".
Sono stati realizzati tre differenti video per il brano: uno destinato al mercato australiano e diretto da Madeline Griffith, uno destinato al mercato britannico e diretto da Barnaby Roper e uno destinato al mercato statunitense e diretto da Daniel Eskils.
Il brano è apparso nella colonna sonora del film (500) giorni insieme e delle serie televisive Greek - La confraternita, Skins, 90210, Underbelly: A Tale of Two Cities, nella serie italiana Summertime e nel popolarissimo videogioco Pro Evolution Soccer 2011.

## TracceoPromo - CD-SingleInfectious INFECT103CDP
1. Sweet Disposition - 3:53

## Classifiche
| Classifica (2009/2010)    | Posizione massima |
| ------------------------- | ----------------- |
| Australia                 | 14                |
| Belgio (Fiandre)          | 6                 |
| Belgio (Vallonia)         | 63                |
| Europa                    | 23                |
| Giappone                  | 15                |
| Paesi Bassi               | 54                |
| Irlanda                   | 8                 |
| Nuova Zelanda             | 34                |
| Regno Unito               | 6                 |
| Stati Uniti (Alternative) | 9                 |
| Stati Uniti (Dance)       | 3                 |
| Stati Uniti (Rock)        | 17                |